# 김호영 (1954년)
김호영(金浩榮, 1954년 1월 18일 ~ )은 대한민국의 행정관료이자 행정학 석사이며 예비역 대한민국 해군 하사이다.

## 생애

### 유년 시절과 성장
본관은 수안(遂安), 호(號)는 산남(山南). 서울에서 출생하였고 한때 1958년에서 1966년까지 부산에서 잠시 유년기를 보낸 적이 있다.

### 학력
- 1966년 부산 낙민국민학교 졸업
- 1969년 서울중학교 졸업
- 1972년 서울고등학교 졸업
- 1978년 성균관대학교 행정학과 학사
- 1986년 서울대학교 대학원 행정학 석사

### 주요 경력
- 1998년 12월 11일 ~ 2006년 8월 21일 - 대한민국 행정자치부 행정관리국 국장.
- 2006년 1월 31일 ~ 2006년 2월 20일 - 대한민국 행정자치부 정부혁신세계포럼 준비기획단 단장(겸직).
- 2006년 9월 26일 ~ 2006년 11월 26일 - UN 거버넌스 센터 원장.
- 2006년 12월 1일 ~ 2008년 2월 29일 - 대한민국 외교통상부 제2차관.